# Pedro giménez

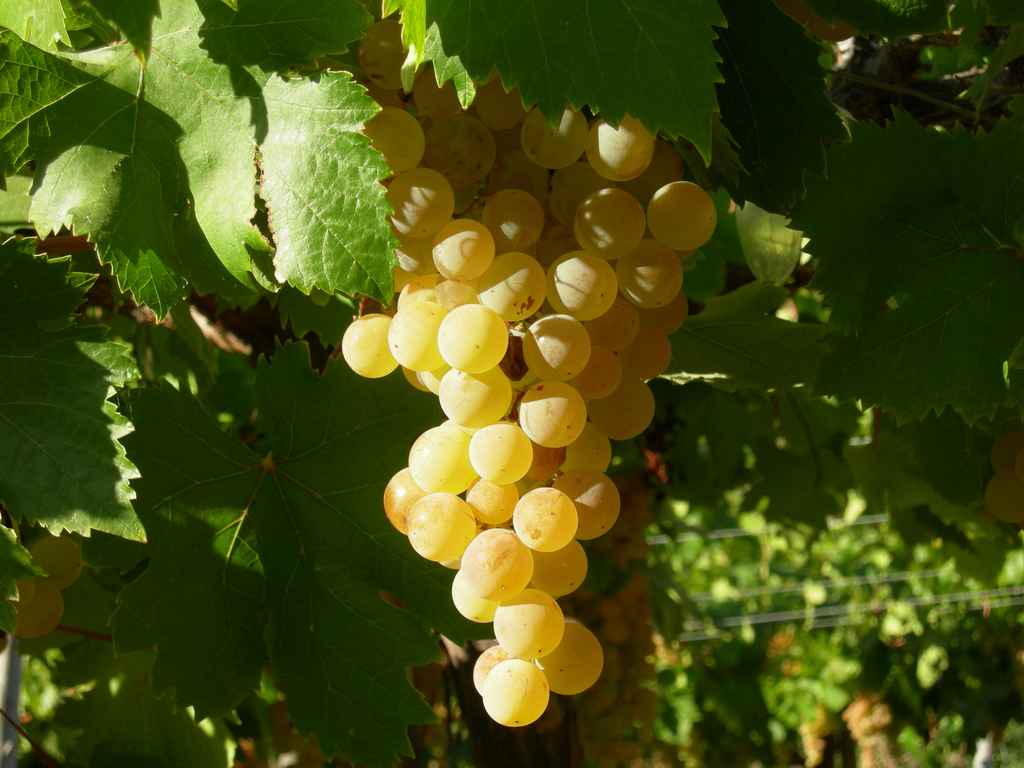
Racimo de pedro giménez en un viñedo de Chile.

La pedro giménez es una uva argentina blanca cuyas plantaciones están en declive. A pesar de tener un nombre similar al de la uva española pedro ximénez es una variedad diferente y los ampelógrafos no saben con certeza si tienen algún parentesco. Se encuentra sobre todo en la región vitivinícola de Mendoza. La pedro giménez produce vinos simples, similares a los hechos de cereza y criolla grande. Hay algunos viñedos de esta variedad en Chile, donde es una uva minoritaria para la producción de pisco.
Es un cruce entre la criolla chica y la moscatel de Alejandría. También es conocida como pedro giménez faux y como pedro giménez ruggieri.